# Almike N’Diaye
Almike N’Diaye (ur. 26 października 1996 w Banyoles) – mauretański piłkarz grający na pozycji defensywnego pomocnika. Od 2021 jest zawodnikiem klubu GOAL FC.

## Kariera klubowa
Swoją karierę piłkarską N’Diaye rozpoczął w hiszpańskim klubie CD Banyoles. W latach 2015–2017 grał w nim w szóstej lidze hiszpańskiej. W sezonie 2017/2018 był zawodnikiem francuskiego Monts d'Or Azergues Foot B, a w latach 2018-2021 występował w piątoligowym francuskim FC Vaulx-en-Velin. W 2021 przeszedł do czwartoligowego francuskiego GOAL FC.

## Kariera reprezentacyjna
W reprezentacji Mauretanii N’Diaye zadebiutował 9 października 2020 w wygranym 2:1 towarzyskim meczu ze Sierra Leone, rozegranym w Nawakszucie. W 2022 został powołany do kadry na Puchar Narodów Afryki 2021. Na tym turnieju rozegrał dwa mecze grupowe: z Gambią (0:1) i z Tunezją (0:4).